# Doutor Pimpolho
Doutor Pimpolho é um personagem do programa de rádio Chuchu Beleza, criado por Felipe Xavier em 1999 para a Mix FM, e desde então transmitido pela Jovem Pan FM. O personagem foi inspirado no empresário dono da Jovem Pan, Antônio Augusto Amaral de Carvalho Filho, o Tutinha.

## Sinopse
Ele é um empresário rico e mal-humorado, que detesta quase tudo e vive maltratando seus funcionários, entre eles, sua secretária Dona Sileide e seu cunhado Murilo. Coincidentemente, ou não, a risada do Dr. Pimpolho é bastante parecida com a do Clodovil Hernandez. É um homem muito difícil de lidar, qualquer coisa o faz mudar de ideia e ele demite funcionários por qualquer motivo.
Ele é casado com uma mulher chamada Loreta e tem um filho de seis anos, o Pimpolho Júnior. Apesar disso, ele tem casos com mulheres mais novas. Ele tem vários amigos empresários ricos, que também são conhecidos pelo sobrenome: Almeida, Padilha, Siqueira. Assim como ele, seus pais sempre soltam o famoso bordão "vai se foder".
As esquetes duram em torno de três a cinco minutos e são inseridas aleatoriamente durante a programação da Jovem Pan.

### Curiosidades
- O personagem foi baseado em Antônio Augusto Amaral de Carvalho Filho, o Tutinha, diretor-presidente, proprietário e CEO do Grupo Jovem Pan.

- Felipe Xavier trabalhava na Jovem Pan FM em 1999, onde fazia o personagem Homem-Cueca e apresentava os programas Selig e Bola Cheia. Após uma briga com Tutinha, Xavier foi demitido e devido ao contrato, não poderia fazer o Homem-Cueca em nenhuma outra emissora por um período de um ano, por isso, criou o Doutor Pimpolho imitando a voz do Tutinha e fazendo um personagem novo assim que foi contratado pela Mix FM. Nesta mesma época, surgia o Chuchu Beleza.[3]

- Apesar do Chuchu Beleza ter estreado em 2000 na Mix FM, no ano de 2009, a Jovem Pan recontratou Felipe Xavier e levou o Chuchu Beleza para sua grade.[4]